# Silas Weir Mitchell (acteur)
Silas Weir Mitchell (Philadelphia (Pennsylvania), 1969) is een Amerikaans acteur die vooral bekend is van zijn rollen van psychisch gestoorde personen.
Hij heeft onder andere terugkerende gastrollen gehad in de serie 24, waarin hij de rol van misdadiger Eli speelt. Ook was hij te zien in My Name Is Earl als Earl's ex-oplichter Donny Jones en in Prison Break, waarin hij de rol van de psychisch gestoorde Charles "Haywire" Patoshik vertolkt.
Verder speelde hij de rol van sleutelmaker in de film Rat Race en was te zien in The Whole Ten Yards. Ook speelt hij de rol van Monroe, de klokkenmaker, in de televisieserie Grimm.

## Filmografie

### Films
- Halloween II (2009) - Chett Johns
- The Whole Ten Yards (2004) - Yermo
- A painted house (2003)
- Rat Race (2001) - Sleutelmaker
- Inferno (1999) - Jesse Hogan
- The Patriot (1998) - Pogue
- Julian Po (1997) - Stonewall

### Televisie
- swat season 4 episode 10 bad guy (2020)
- Grimm (2011-2017) - Monroe
- Numb3rs (2009) - Darren Drew - 1 aflevering
- Mental (2009) - Vincent Martin - 1 aflevering
- Law & Order: Special Victims Unit - Owen Walters - 1 aflevering
- Burn Notice (2008-2009) - Seymour - 2 afleveringen
- The Shield (2008) - Father Morton - 1 aflevering
- The Closer (2008) - Father Chris Donahue - 1 aflevering
- My Name Is Earl (2005-2008) - Donny Jones - 5 afleveringen
- Dexter (2007) - Ken Olson - 1 aflevering
- Prison Break (2005-2007) - Charles "Haywire" Patoshik - 11 afleveringen
- Without a Trace (2006) - Luke Seaver - 1 aflevering
- Monk (2006) - Drugstore Manager - 1 aflevering
- CSI: Crime Scene Investigation (2005) - Willie Angel - 1 aflevering
- Strong Medicine (2005) - Wade - 1 aflevering
- Cold Case (2003-2005) - James Hogan - 2 afleveringen
- CSI: NY (2005) - David Scott - 1 aflevering
- JAG (2005) - Reese Pardee - 1 aflevering
- Medium - Husband - 1 aflevering
- Crossing Jordan (2004) - Alastair Dark - 1 aflevering
- CSI: Miami (2004) - Ralph Durst - 1 aflevering
- Six Feet Under (2003) - Dion Corelli - 1 aflevering
- 24 (2002) - Eli - 5 afleveringen
- The Agency (2002) - 1 aflevering
- Nash Bridges (2000) - Roy McNair - 2 afleveringen
- NYPD Blue (1997-2002) - Luke - 2 afleveringen
- The Practice (2000) - Anthony Brickman - 2 afleveringen
- The X-Files (1999) - Dougie - 1 aflevering
- ER (1997-1998) - Luis - 2 afleveringen
- Quicksilver Highway (1997) - Bryan Adams
- McBride. aflevering: Anybody Here Murder Marty? (28 augustus 2005)

## Trivia
- Op de dvd van Prison Break laat hij weten dat hij oorspronkelijk auditie had gedaan voor de rol van T-Bag, die nu door Robert Knepper wordt gespeeld.

- Gemeinsame Normdatei: 143093738
- International Standard Name Identifier: 0000 0004 4887 8840
- Library of Congress Control Number: no2004066226
- Virtual International Authority File: 68643923
- WorldCat: E39PBJyWMTH3bXR4FVrXvr7fv3